# 百事數字狂熱
百事數字狂熱（英語：Pepsi Number Fever），又稱百事349瓶蓋事件，是百事可樂於1992年在菲律賓的宣傳活動，事件最終釀成暴動及最少5人死亡。

## 宣傳活動
1992年2月，百事可樂發佈一輪宣傳活動，在百事、七喜、激浪及美年達的瓶蓋內印製001至999的數目字，某些數字可以換領獎品，而獎品的價值由100披索至100萬披索不等。由於頭獎以1992年的匯率換算等同4萬美元，相當於當地平均月薪的611倍，該活動引發了空前的熱潮，而百事可樂的銷售額按月亦上升了四百萬美元，市場佔有率由19.4%升至24.9%。

## 349號瓶蓋
1992年5月25日，頭獎號碼於電視節目中宣佈為349號。百事可樂原以為只有兩人中獎，但是由於印製失誤，最終有80萬人前來領獎，總金額高達320億美元。百事可樂事後改稱中獎號碼實為134，並願意給349號瓶蓋持有人支付500披索（約18美元）的獎金，縱使486,170人接受了這個方案，百事可樂亦因此支付了890萬美元的獎金，仍然有很多的中獎者極度不滿。他們組成了聯盟，組織杯葛百事可樂產品的活動，並在百事可樂公司和菲律賓政府部門的門口示威抗議。1993年2月13日，一枚土製炸彈被投擲到百事可樂的貨車中，導致一名教師及一個5歲小童死亡。同年5月，百事可樂的貨倉被投擲手榴彈，3名員工被炸死。事件中，百事可樂在菲律賓的高層接獲死亡恐嚇，多達39輛百事可樂的貨車被推倒及焚毀。

## 訴訟
約2.2萬人對百事可樂提出訴訟，包括689宗民事起訴及5,200宗刑事欺詐的投訴。案件一直上訴至菲律賓最高法院，法律程序至2006年百事可樂獲判無需承擔責任而終結。